# Paul Potts

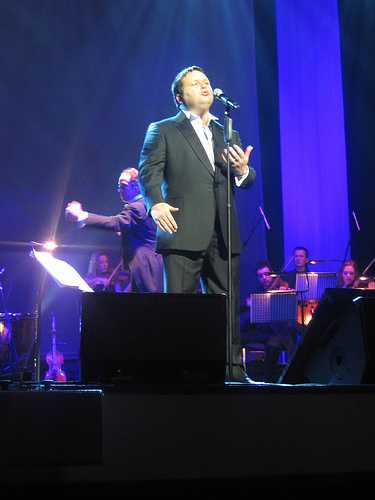
Paul Potts im Pavillon Theatre in Rhyl, UK (2008)

Paul Robert Potts (* 13. Oktober 1970 in Bristol) ist ein britischer Tenor. International bekannt wurde er durch seine erfolgreiche Teilnahme in der britischen Castingshow Britain’s Got Talent im Jahr 2007. In Deutschland verkaufte er 3,5 Millionen Platten.

## Leben und Wirken

### Kindheit und Studium
Paul Potts wuchs im Bristoler Vorort Fishponds als Sohn eines Busfahrers und einer Kassiererin auf. Er hat zwei Brüder und eine Schwester. Potts besuchte die Mary-Redcliffe-School in Bristol und studierte später Philosophie am University College Marjon Plymouth. Seine Abschlussarbeit zum Bachelor of Arts schrieb er über die Frage des Bösen und des Leidens in einer von Gott geschaffenen Welt.

### Musikalische Laufbahn
Potts sang während seiner Schulzeit im Chor der Chester Park Junior School und mehr als zehn Jahre in mehreren Bristoler Kirchenchören, unter anderem in der Christ Church. Sein Interesse an der Oper wurde durch eine Tonaufnahme von La Bohème mit José Carreras inspiriert. Im Jahr 1999 nahm Potts an der britischen Talentshow My Kind of Music teil und gewann 8.000 £. Er nahm daraufhin in Norditalien Unterricht an Opernschulen unter Vilma Vernocchi und Katia Ricciarelli und wurde in die Meisterklasse aufgenommen.
Von 1999 bis 2003 trat er auf verschiedenen Bühnen als Tenor ohne Gage auf, unter anderem an der Amateuroper Bath Opera (2001) in der Titelrolle in Don Carlos und als Radames in Aida, beide von Giuseppe Verdi. Seine Auftritte wurden zwar im Fernsehen und Radio veröffentlicht, führten jedoch nicht zu seinem Durchbruch.

Aufgrund eines Blinddarmdurchbruchs im Jahr 2003, eines gutartigen Tumors an seiner Nebenniere und eines Schlüsselbeinbruchs konnte Potts seine Karriere zunächst nicht fortsetzen. Bis zu seinen Auftritten in der britischen Castingshow 2007 arbeitete Potts ab 2003 zunächst zwei Jahre in der Supermarktkette Tesco und danach als Verkäufer von Mobiltelefonen für die Einzelhandelskette The Carphone Warehouse, in deren Geschäft in Bridgend er im Jahre 2006 zum leitenden Angestellten aufstieg.

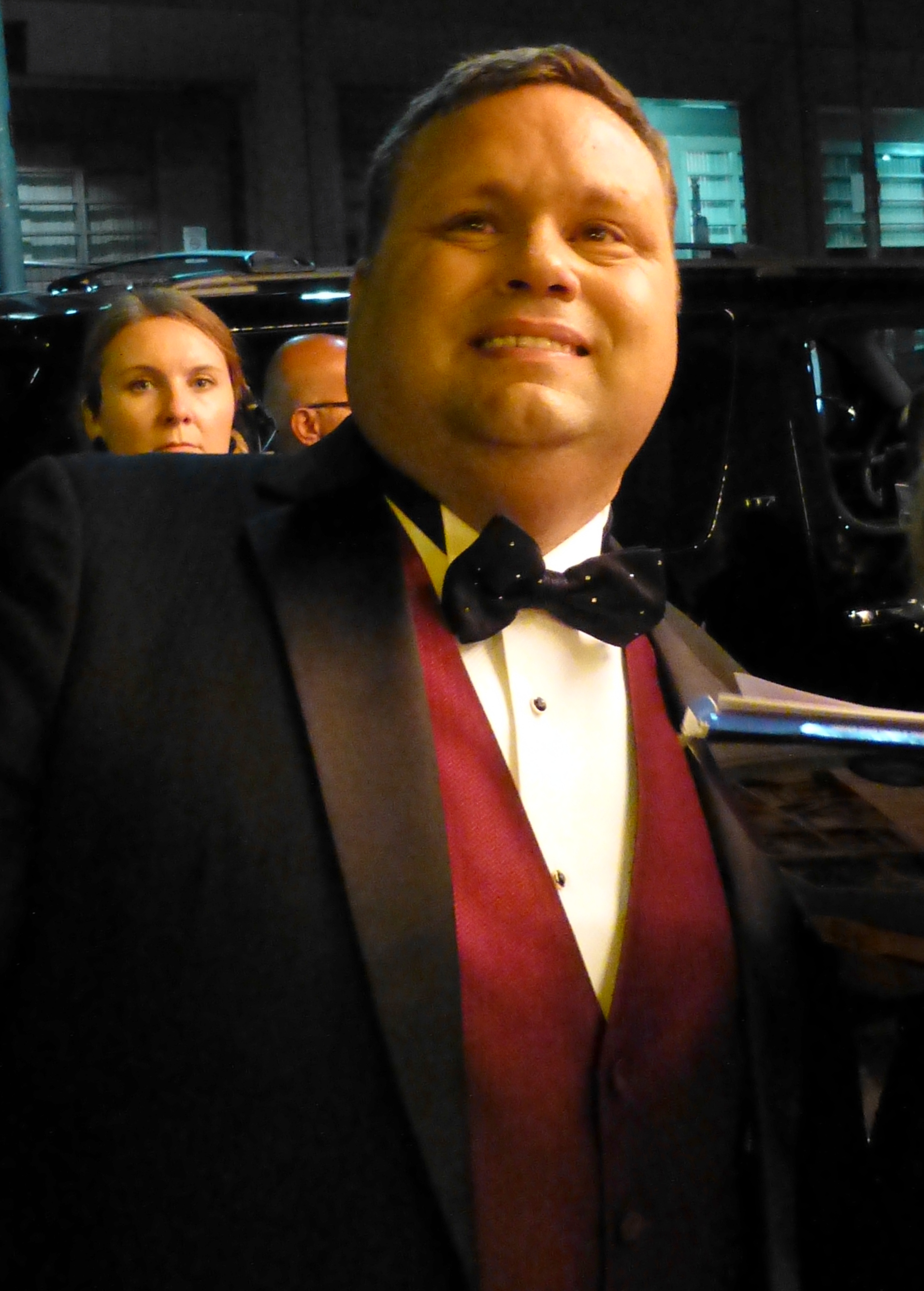
Paul Potts (2013)

Am 9. Juni 2007 trat Potts in Simon Cowells britischer Castingshow Britain’s Got Talent beim Sender ITV in Cardiff auf. Er präsentierte eine von ihm selbst bearbeitete Version der Arie Nessun dorma von Giacomo Puccini. Bei seinem Auftritt wurde Potts zunächst vom Publikum und den Juroren (Simon Cowell, Piers Morgan und Amanda Holden) skeptisch betrachtet. Sein Auftritt kam jedoch gut an. Bei seinen weiteren Auftritten am 14. Juni 2007 und 17. Juni 2007 setzte sich sein Erfolg mit dem Hauptteil des Stückes Con te partirò (Time to Say Goodbye) von Francesco Sartori und der ungekürzten Version von Nessun dorma fort. Potts gewann den Wettbewerb und trat infolgedessen am 3. Dezember 2007 in der Royal Variety Performance 2007 vor Königin Elisabeth II. auf. Er erhielt 100.000 £ (rund 133.000 €) und einen Plattenvertrag in Höhe von 1.000.000 £ (rund 1.330.000 €) von Sony BMG.
Potts’ erstes Album One Chance erschien 2007 und erreichte Chartplatzierungen in zahlreichen Ländern, teilweise sogar Platz 1. Ab Juli 2008 wurde sein Auftritt aus Britain’s Got Talent in einem Werbespot der Deutschen Telekom verwendet. Seine Aufnahme von Nessun dorma schaffte es daraufhin alleine durch Downloadverkäufe auf Platz 3 der deutschen Charts, die bis dahin höchste Position eines reinen Downloadtitels in Deutschland. Auch sein Debütalbum, das 2007 nur Platz 31 erreicht hatte, kehrte in die Charts zurück und konnte schließlich sogar die Spitze der Charts erobern. 2009 erhielt er einen Echo in der Kategorie Rock/Pop international.
Im Frühjahr 2022 trat Potts als Koala in der sechsten Staffel der deutschen Version von The Masked Singer auf und wurde in der dritten Folge demaskiert.

### Privates
Potts ist seit 2003 verheiratet.

## Auszeichnungen
- 2009: Echo in der Kategorie Künstler International Rock/Pop

## Rezeption
Potts’ Lebensweg wurde durch die überwiegend positiv bewertete britische Filmbiografie One Chance – Einmal im Leben aus dem Jahr 2013 nachgezeichnet. Seine gesanglichen Qualitäten fanden dagegen häufig recht nüchterne Urteile:

„Sein Gesang ist technisch eher mittelmäßig. Entscheidend ist, dass er überhaupt sang, dass er, der Handyverkäufer, es geschafft hat. Dafür wurde er vom Publikum nach seinem Auftritt gefeiert. Für seine außergewöhnliche Geschichte.“

„Paul Potts kann zweifellos auch singen, aber auch nicht besser als Tausende andere. Seine Stimme ist, so deutlich muss man es sagen, eindimensional. Es ist eine Stimme ohne Geheimnis, die immer ganz an der Oberfläche liegt, die nichts weiß von Schmerz oder Glück oder was es heißt, sechs Stunden lang den „Siegfried“ zu singen. Die einzige Charakterfarbe, die diese Stimme kennt, ist das Schmachtende – was so manchem spätestens nach dem dritten Lied gehörig auf die Nerven geht.“

„Ich kenne Studenten, die das besser können. Auch seine Ausstrahlung ist ausbaufähig. Man sieht ihm die Anstrengung richtig an. Die Kunst des großen Singens ist, dass man die Anstrengung eben nicht sieht. Potts ist sozusagen der Antipode zu dem, was ich meinen Studenten vermittle. […] Ich gönne Potts den Erfolg von Herzen. […] Aber jetzt soll bitte keiner tun, als sei da ein neuer Klassikstar geboren.“

## Diskografie

### Alben
| Jahr | Titel Musiklabel                    | Höchstplatzierung, Gesamtwochen, AuszeichnungChartplatzierungen (Jahr, Titel, Musiklabel, Platzierungen, Wochen, Auszeichnungen, Anmerkungen) | Höchstplatzierung, Gesamtwochen, AuszeichnungChartplatzierungen (Jahr, Titel, Musiklabel, Platzierungen, Wochen, Auszeichnungen, Anmerkungen) | Höchstplatzierung, Gesamtwochen, AuszeichnungChartplatzierungen (Jahr, Titel, Musiklabel, Platzierungen, Wochen, Auszeichnungen, Anmerkungen) | Höchstplatzierung, Gesamtwochen, AuszeichnungChartplatzierungen (Jahr, Titel, Musiklabel, Platzierungen, Wochen, Auszeichnungen, Anmerkungen) | Höchstplatzierung, Gesamtwochen, AuszeichnungChartplatzierungen (Jahr, Titel, Musiklabel, Platzierungen, Wochen, Auszeichnungen, Anmerkungen) | Anmerkungen                        |
| Jahr | Titel Musiklabel                    | DE | AT | CH | UK | US | Anmerkungen                        |
| ---- | ----------------------------------- | --- | --- | --- | --- | --- | ---------------------------------- |
| 2007 | One Chance Ariola                   | DE1 ×5Fünffachplatin · (53 Wo.)DE | AT3 Platin · (33 Wo.)AT | CH4 Gold · (26 Wo.)CH | UK1 Platin · (16 Wo.)UK | US23 (24 Wo.)US | Erstveröffentlichung: Juli 2007    |
| 2009 | Passione Sony Music                 | DE3 (8 Wo.)DE | AT5 (6 Wo.)AT | CH9 (7 Wo.)CH | UK5 (4 Wo.)UK | US33 (3 Wo.)US | Erstveröffentlichung: April 2009   |
| 2010 | Cinema Paradiso Columbia/Sony Music | DE40 (3 Wo.)DE | AT33 (7 Wo.)AT | CH68 (1 Wo.)CH | — | — | Erstveröffentlichung: Oktober 2010 |
| 2013 | The Greatest Hits Sony Music        | — | — | — | UK21 (3 Wo.)UK | — | Erstveröffentlichung: Oktober 2013 |

Weitere Alben
- 2007: One Chance (Christmas Edition) (Sony Music; UK: Gold)
- 2008: One Chance (Deluxe Edition) (Sony Music)
- 2014: Home (Sony Music)
- 2017: On Stage (Sony Music)
- 2018: Winter Dreams (Paul Potts Recordings)
- 2022: Musica Non Proibita (Paul Potts Recordings)

### Singles
| Jahr | Titel Album             | Höchstplatzierung, Gesamtwochen, AuszeichnungChartplatzierungen (Jahr, Titel, Album, Platzierungen, Wochen, Auszeichnungen, Anmerkungen) | Höchstplatzierung, Gesamtwochen, AuszeichnungChartplatzierungen (Jahr, Titel, Album, Platzierungen, Wochen, Auszeichnungen, Anmerkungen) | Höchstplatzierung, Gesamtwochen, AuszeichnungChartplatzierungen (Jahr, Titel, Album, Platzierungen, Wochen, Auszeichnungen, Anmerkungen) | Höchstplatzierung, Gesamtwochen, AuszeichnungChartplatzierungen (Jahr, Titel, Album, Platzierungen, Wochen, Auszeichnungen, Anmerkungen) | Anmerkungen                |
| Jahr | Titel Album             | DE | AT | CH | UK | Anmerkungen                |
| ---- | ----------------------- | --- | --- | --- | --- | -------------------------- |
| 2007 | Nessun dorma One Chance | DE2 Gold · (20 Wo.)DE | AT8 (23 Wo.)AT | CH12 (19 Wo.)CH | UK100 (1 Wo.)UK | Erstveröffentlichung: 2007 |

## Auszeichnungen für Musikverkäufe
| Goldene Schallplatte - Australien - 2009: für das Album Passionate - Mexiko - 2007: für das Album One Chance - Neuseeland - 2009: für das Album Passionate - Schweden - 2009: für das Album Passionate - Spanien - 2007: für das Album One Chance Platin-Schallplatte - Australien - 2007: für das Album One Chance - Europa - 2008: für das Album One Chance - Irland - 2007: für das Album One Chance - Kanada - 2007: für das Album One Chance - Niederlande - 2007: für das Album One Chance | 2× Platin-Schallplatte - Dänemark - 2007: für das Album One Chance - 2024: für die Single Nessun dorma - Neuseeland - 2007: für das Album One Chance - Schweden - 2007: für das Album One Chance |

Anmerkung: Auszeichnungen in Ländern aus den Charttabellen bzw. Chartboxen sind in ebendiesen zu finden.
| Land/RegionAuszeichnungen für Musikverkäufe (Land/Region, Auszeichnungen, Verkäufe, Quellen) | Gold     | Platin       | Verkäufe    | Quellen                   |
| -------------------------------------------------------------------------------------------- | -------- | ------------ | ----------- | ------------------------- |
| Australien (ARIA)                                                                            | Gold1    | Platin1      | 105.000     | aria.com.au               |
| Dänemark (IFPI)                                                                              | —        | 4× Platin4   | 150.000     | Einzelnachweise           |
| Deutschland (BVMI)                                                                           | Gold1    | 5× Platin5   | 1.150.000   | musikindustrie.de         |
| Europa (IFPI)                                                                                | —        | Platin1      | (1.000.000) | ifpi.org                  |
| Irland (IRMA)                                                                                | —        | Platin1      | 15.000      | irishcharts.ie            |
| Kanada (MC)                                                                                  | —        | Platin1      | 100.000     | musiccanada.com           |
| Mexiko (AMPROFON)                                                                            | Gold1    | —            | 50.000      | amprofon.com.mx           |
| Neuseeland (RMNZ)                                                                            | Gold1    | 2× Platin2   | 37.500      | aotearoamusiccharts.co.nz |
| Niederlande (NVPI)                                                                           | —        | Platin1      | 70.000      | nvpi.nl                   |
| Österreich (IFPI)                                                                            | —        | Platin1      | 20.000      | ifpi.at                   |
| Schweden (IFPI)                                                                              | —        | 2× Platin2   | 80.000      | sverigetopplistan.se      |
| Schweiz (IFPI)                                                                               | Gold1    | —            | 15.000      | hitparade.ch              |
| Spanien (Promusicae)                                                                         | Gold1    | —            | 30.000      | elportaldemusica.es       |
| Vereinigtes Königreich (BPI)                                                                 | Gold1    | Platin1      | 400.000     | bpi.co.uk                 |
| Insgesamt                                                                                    | 7× Gold7 | 20× Platin20 |             |                           |